# Софронія Ерделі
Софронія Ерделі (хресне ім'я Серафина; 10 серпня 1884, Руський Крстур — 14 жовтня 1961, Ла-Плата, Аргентина) — українська монахиня василіянка, учителька, засновниця і перша настоятелька монастиря сестер василіянок в Аргентині, Головна дорадниця Чину сестер святого Василія Великого в Римі (1951—1954). Слугиня Божа.

## Життєпис
Серафина Ерделі народилася 10 серпня 1884 року в Руському Крстурі, Бачка, тепер Сербія, в сім'ї українців греко-католиків Миколи Ерделі і його дружини Юліани з дому Арвай. У сім'ї крім Серафини було четверо синів — Яків, Ілля, Іван, Микола (став священником) і троє дочок — Марія, Юлія і Аврелія-Зорка (стала монахинею з іменем Алоїза). У 1900 році з допомогою о. Діонісія Няраді поїхала до Галичини, де вступила до манастиря сестер Василіянок у Словіті. 21 жовтня 1900 року одержала монаший габіт і нове ім'я Софронія. Після перших обітів, які склала 2 грудня 1901 року, Софронію Ерделі переведено до Львова, потім до Станиславова, де протягом двох років виконувала обов'язки префекти. 1 серпня 1905 року склала урочисту професію довічних обітів у Словіті, і там при новіціяті стала соцією магістри новичок. Середню освіту довершила у гімназії сестер василіянок у Львові у 1914 році, навчалась в університетах Львова (1915—1919) і Загреба (1919—1920), а професорський іспит з класичної філології склала з відзнакою в Познані (1928). Працювала на посаді професорки грецької і латинської мов у гімназії сестер василянок у Львові по вул. Супінського, а пізніше по вул. Длугоша (нині Львівська лінгвістична гімназія). З 1934 року перебувала у монастирі в Підмихайлівцях.
20 серпня 1939 року дві монахині з Підмихайлівського монастиря василіянок Софронія Ерделі і Маргарита Фендьо прибули до Аргентини в м. Апостолес пров. Місьйонес, щоб працювати між українськими емігрантами і допомагати місіонерам василіянам у їхній праці. Софронія Ерделі стала ігуменею першого монастиря василіянок в Аргентині, магістрою новичок і керівничкою інтернату, що діяв при монастирі. Проводила релігійну і культурно-освітню працю серед українців не лише в Апостолес, але в дооколишніх т. зв. колоніях: навчала дітей церковних пісень, катехизму, ручних робіт, вишивання, гафту; зорганізувала дитячий аматорський гурток, який давав вистави та концерти. Воднораз під час шкільних канікул м. Софронія і м. Маргарита їздили по українських колоніях і готували дітей до Першого Причастя.
У 1943 році Софронія Ерделі відкрила нові доми в Рамос Мехія і Посадас, а в 1946 році за дозволом Апостольської Столиці перенесено новіціят з Апостолес до Беріссо, де вона надалі залишилась на становищі ігумені і магістри новичок. З 1951 до 1954 року перебувала в Римі на уряді другої Головної дорадниці. Повернувшись до Аргентини, обійняла уряд першої Провінційної дорадниці і заступниці протоігумені.
Померла 14 жовтня 1961 року в лікарні міста Ла-Плата, похована в м. Апостолес.

## Беатифікаційний процес
На офіційне прохання монахинь василіянок в Аргентині, 20 листопада 1989 року Апостольський Престол надав дозвіл («Nihil obstat») на проведення беатифікаційного процесу м. Софронії Ерделі ЧСВВ.